# Пупон, Райделл
Ра́йделл Пупо́н (нидерл. Rydell Poepon; родился 28 августа 1987, Амстердам) — нидерландский футболист, нападающий клуба «Эйсселмервогелс». Ранее выступал за «Виллем II», «Спарту», «Де Графсхап», АДО Ден Хааг, НАК Бреда, «Валансьен», «Карабах» и «Роду».

## Клубная карьера
Райделл Пупон начал свою футбольную карьеру в юношеской команде клуба АФК из Амстердама. Позже, Пупон довольно долгое время выступал за клубы «Фортиус» и «Зебюргия». В августе 2004 года Райделл попал в молодёжный состав амстердамского «Аякса». В апреле 2006 года Райделл подписал двухлетний контракт с «Аяксом». В январе 2007 года Пупон был отдан в аренду в клуб «Виллем II», до этого Райделл сыграл за молодёжный состав «Аякса» 17 матчей и забил 9 мячей. Дебютировал Райделл в чемпионате Нидерландов за «Виллем II» 3 февраля 2007 года в матче против «Хераклеса», завершившемся вничью 2:2. В том матче Пупон вышел на замену на 65-й минуте. Всего за «Виллем II» Райделл в сезоне 2006/07 сыграл всего 9 матчей, а также отметился одним результативным пасом. После возвращения в «Аякс» Райделл в мае 2007 года продлил свой контракт до 1 июля 2011 года, но руководство «Виллема II», в котором Пупон был в аренде, решило вновь взять игрока в аренду.
В сезоне 2007/08 Пупон стал основным игроком нападения «Виллема II». Райделл забил два мяча в ворота «Эксельсиора», а также отметился хет-триком в домашнем матче против НЕК’а. В своём первом полноценном сезоне Райделл провёл 32 матча и забил 10 мячей. В апреле 2008 года руководство «Аякса» сообщило, что Райделл может искать себе новую команду в качестве свободного игрока.
В мае 2008 года, несмотря на интерес в Райделлу со стороны «Виллема II», Пупон решил подписать трёхлетний контракт с роттердамской «Спартой». Дебютировал Райделл 31 августа в матче против «АДО Ден Хаага», который завершился крупным поражением «Спарты» со счётом 2:5. В дебютном сезоне за «Спарту» Пупон провёл в чемпионате 31 матч и забил 9 мячей, а его команда по итогам сезона 2008/09 заняли лишь 13 место.
30 июля 2010 года Райделл заключил трёхлетний контракт с клубом «Де Графсхап». В команде он дебютировал 7 августа в матче 1-го тура чемпионата против роттердамского «Эксельсиора», завершившемся домашней победой «Де Графсхапа» со счётом 3:0. Первый гол в игре был на счету Райделла.
В августе 2014 года Пупон перешёл во французский клуб «Валансьен». Во французской Лиги 2 нападающий дебютировал 9 августа против «Нима». В пятом туре Райделл забил первые голы за клуб, оформив дубль в матче с «Осером». 5 декабря в матче восьмого раунда Кубка Франции против клуба «Лилль-Сюд» он забил победный гол в концовки встречи. В следующем раунде кубка «Валансьен» встретился с «Ниццей». Счёт в матче открыл Адама Кулибали, а незадолго до перерыва Райделл забил второго гол, который оказался победным для его команды.
15 июля 2015 года Райделл подписал двухлетний контракт с азербайджанским клубом «Карабах».

## Карьера в сборной
В молодёжной сборной Нидерландов Райделл дебютировал 22 августа 2007 года в матче квалификационного турнира чемпионата мира против молодёжной сборной Македонии.

## Статистика выступлений
| Клуб             | Сезон            | Чемпионат | Чемпионат | Плей-офф чемпионата | Плей-офф чемпионата | Кубок | Кубок | Итого | Итого |
| Клуб             | Сезон            | Игры      | Голы      | Игры                | Голы                | Игры  | Голы  | Игры  | Голы  |
| ---------------- | ---------------- | --------- | --------- | ------------------- | ------------------- | ----- | ----- | ----- | ----- |
| → Виллем II      | 2006/07          | 8         | 0         |                     |                     | 1     | 0     | 9     | 0     |
| → Виллем II      | 2007/08          | 32        | 10        |                     |                     | 1     | 0     | 33    | 10    |
| → Виллем II      | Итого            | 40        | 10        |                     |                     | 2     | 0     | 42    | 10    |
| Спарта           | 2008/09          | 31        | 9         |                     |                     | 3     | 0     | 34    | 9     |
| Спарта           | 2009/10          | 33        | 10        | 4                   | 2                   | 3     | 0     | 40    | 12    |
| Спарта           | Итого            | 64        | 19        | 4                   | 2                   | 6     | 0     | 74    | 21    |
| Де Графсхап      | 2010/11          | 32        | 12        |                     |                     | 1     | 0     | 33    | 12    |
| Де Графсхап      | 2011/12          | 33        | 7         | 1                   | 0                   | 3     | 1     | 37    | 8     |
| Де Графсхап      | Итого            | 65        | 19        | 1                   | 0                   | 4     | 1     | 70    | 20    |
| АДО Ден Хааг     | 2012/13          | 27        | 3         |                     |                     | 2     | 0     | 29    | 3     |
| АДО Ден Хааг     | Итого            | 27        | 3         |                     |                     | 2     | 0     | 29    | 3     |
| Всего за карьеру | Всего за карьеру | 196       | 51        | 5                   | 2                   | 14    | 1     | 215   | 54    |

(откорректировано по состоянию на 1 июля 2013 года)